# Monterenzio
Monterenzio là một đô thị thuộc tỉnh Bologna trong vùng Emilia-Romagna nước Ý. Đô thị này có diện tích 105 km², dân số thời điểm 31 tháng 12 năm 2004 là 5478 người.
Đô thị này giáp các đô thị sau: Casalfiumanese, Castel del Rio, Castel San Pietro Terme, Firenzuola, Loiano, Monghidoro, Ozzano dell'Emilia, Pianoro.